# Mona Mahmudnizhad
Mona Mahmudnizhad (10 de Setembro de 1965 - 18 de Junho de 1983) foi uma iraniana Bahá'í que, em 1983, junto de mais nove outras mulheres Bahá'í, foi sentenciada a morte por enforcamento em Xiraz, Irã por pertencer a Fé Bahá'í. A acusação oficial incluia a “perversão da juventude e infância” devido ao sue trabalho em um orfanato e as aulas que ela dava a crianças que foram expulsas de suas escolas também devido a suas crenças contrárias ao regime. Mona também foi acsada de  ‘Sionista’ uma vez que o Centro Mundial Bahá'í esta localizado em Israel.

## Infância
Mahmudnizhad nasceu em 10 de Setembro de 1965 filha de Yad'u'llah e Farkhundeh Mahmudnizhad, que sairam do Irã para ensinar sua religião no Iémen. Ela era a segunda filha do casal e a primeira menina. Mona passou os primeiros quatro anos de sua vida no Iémen; aos dois anos sofreu um acidente de carro que a areemessou da calçada mas não deixou nenhum dano mais sério.
Em 1969 o governo do Iémen expulsou todos os estrangeiros e a familia Mahmudnizhad retornou ao Irã. Eles passaram dois anos em Isfahan, seus meses em Kirmanshah e três anos em Tabriz antes de finalmente se estabelecerem em Xiraz em 1974. Durante este perído eu pai trabalhou na reparação de pequenos aparelhos e serviu a comunidade Bahá'i em algumas instituições da Administração Bahá'í.

## Prisão, interrogatório e sentença de morte
Embora a minoria bahá'is tenha historicamente sofrido perseguição no Irã, a Revolução Islâmica de 1979 a situação se agravou. As 7:30 de 23 de Outubro de 1982, quatro homens armados do Exército_dos_Guardiães_da_Revolução_Islâmica, enviados pelo procurador público de Xiraz, entraram e saquearam a casa da família Mahmudnizhad em busca de materiais e publicações Bahá'ís. Quando terminaram a busca levaram Mona e seu pai sob custódia.
Pai e filha foram amarrados e tiveram os olhos vendados e levados para a prisão de Seppah em Xiraz, onde foram colocados em quartos separados; Mahmudnizhad foi mantido preso por 38 dias.
Em 29 de Novembro de 1982, Mona e mais cinco outras garotas Bahá'is foram transferidas para a prisão de Adelabad, também em Xiraz. Depois de algum tempo em Abelabad Mona foi levada a Corte Islamica Revolucionária onde foi interrogada e novamente levada a prisão. Alguns dias depois, foi novamente interrogada em frente de um Juiz Revolucionário Islamico. Depois de uma série de interrogatórios que envolveram tortura física com chibatadas na sola do pé, Mona Mahmudnizhad foi considerada culpada  e sentenciada a morte por enforcamento. Na época da sentença o então presidente dos Estados Unidos, Ronald Reagan, pediu oficialmente em favor de Mona; apesar disso ela  eoutras 10 mulheres foram executadas na noite de 18 de Junho de 1983.
Os nomes das outras mulheres executadas na mesma noite são:
- Mrs. Nusrat Yalda'i, 54 anos
- Mrs. 'Izzat Janami Ishraqi, 50 anos
- Miss Roya Ishraqi, 23 anos, filha de 'Izza
- Mrs. Tahirih Siyavushi, 32 anos
- Miss Zarrin Muqimi, 28 anos
- Miss Shirin Dalvand, 25 anos
- Miss Akhtar Sabit, 19 anos
- Miss Simin Saberi, anos
- Miss Mahshid Nirumand, 28 anos